# خاطره‌انگیز
خاطره‌انگیز (به انگلیسی: Memorable) یک انیمیشن کوتاه فرانسوی محصول سال ۲۰۱۹ به نویسندگی و کارگردانی برونو کولت است. این فیلم استاپ‌موشن به بیماری آلزایمر می‌پردازد و نامزد جایزه اسکار بهترین پویانمایی کوتاه شد.

## داستان
این فیلم به رابطه لوئیس، نقاش مبتلا به آلزایمر و همسرش میشل می‌پردازد. در ابتدا، لوئیس صرفاً فراموشکار به نظر می‌رسد، اما با پیشرفت فیلم، زوال عقل او آشکار می‌شود. بیننده بسیاری از این را از دیدگاه لویی تجربه می‌کند. اشیاء ذوب می‌شوند و شکل در دست او تغییر می‌کند. وقتی لویی با شخصیت‌های دیگری مانند دکتر میشل روبرو می‌شود، عجیب و هیولا به نظر می‌رسند. لویی که از وضعیت خود آگاه است، روی اشیاء خانگی یادداشت می‌نویسد تا استفاده از آنها را به خود یادآوری کند، اما این تلاش با نشستن او در دریایی از یادداشت‌های جدا به پایان می‌رسد. میشل متوجه تأثیر شرایط لوئیس بر نقاشی‌های انتزاعی فزاینده‌اش می‌شود.
در پایان فیلم، لوئیس دیگر میشل را نمی‌شناسد، کسی که اکنون به عنوان یک چهرۀ نیمه‌شفاف ساخته شده از خطوط رنگ پراکنده به نظر می‌رسد. با این حال، لویی از زیبایی میشل مبهوت شده است. آنها با هم می‌رقصند تا زمانی که میشل در چرخشی از نقاط شناور حل می‌شود.